# Cobitis conspersa
Cobitis conspersa är en fiskart som beskrevs av Cantoni 1882. Cobitis conspersa ingår i släktet Cobitis och familjen nissögefiskar. Inga underarter finns listade i Catalogue of Life.